# Hans Heinrich Schmid
Hans Heinrich Schmid (* 22. Oktober 1937 in Winterthur; † 4. Oktober 2014; heimatberechtigt in Zürich) war ein schweizerischer evangelisch-reformierter Theologe, Hochschullehrer und Hochschulrektor.

## Leben
Der Sohn des Zürcher Pfarrers Gotthard Schmid (1909–1968) studierte Theologie an den Universitäten Zürich und Göttingen und wurde 1965 in Zürich promoviert. Zum Wintersemester 1966/67 wurde er in Zürich habilitiert und ein Jahr später mit einer Assistenzprofessur versehen. Schmid war ab dem Sommersemester 1969 ordentlicher Professor für alttestamentliche Wissenschaft und ab 1972 Rektor der Kirchlichen Hochschule Bethel. Zum Sommersemester 1976 wurde er ordentlicher Professor für alttestamentliche Wissenschaft und allgemeine Religionsgeschichte an der Universität Zürich. Vom Sommersemester 1978 bis zum Wintersemester 1979/80 stand er als Dekan der Theologischen Fakultät vor. Von 1984 bis 1990 war Hans Heinrich Schmid Vorsitzender der Wissenschaftlichen Gesellschaft für Theologie. Von 1988 bis 2000 leitete er als Rektor die Universität Zürich, die 1998 aus der Kantonsverwaltung herausgelöst und verselbständigt wurde.

## Familie
Hans Heinrich Schmid war ab 1962 verheiratet und hatte zwei Söhne und zwei Töchter. Ein Sohn ist der 1965 geborene Konrad Schmid, der Professor für Alttestamentliche Wissenschaft und Frühjüdische Religionsgeschichte an der Universität Zürich ist.

## Auszeichnungen
- 1991: Ehrendoktorat der Universität Leipzig
- 1996: Grosses Goldenes Ehrenzeichen für Verdienste um die Republik Österreich

## Schriften (Auswahl)
Als Autor:
- Wesen und Geschichte der Weisheit. Eine Untersuchung zur altorientalischen und israelitischen Weisheitsliteratur (= Beihefte zur Zeitschrift für die alttestamentliche Wissenschaft. Bd. 101). Töpelmann, Berlin 1966 (Dissertation, Universität Zürich, 1965).
- Gerechtigkeit als Weltordnung. Hintergrund und Geschichte des altstamentlichen Gerechtigkeitsbegriffes. (= Beiträge zur historischen Theologie. Bd. 40). Mohr, Tübingen 1968 (Habilitationsschrift, Universität Zürich, 1968).
- bearbeitet mit Karl Huber: Zürcher Bibel-Konkordanz. Vollständiges Wort-, Namen- und Zahlen-Verzeichnis zur Zürcher Bibelübersetzung. Mit Einschluss der Apokryphen. Hrsg. vom Kirchenrat des Kantons Zürich. 3 Bände. Zwingli-Verlag (Bd. 1)/Theologischer Verlag (Bd. 2/3), Zürich 1969/1971/1973.
- Šalôm. Frieden im Alten Orient u. im Alten Testament (= Stuttgarter Bibelstudien. Bd. 51). KBW, Stuttgart 1971.
- Frieden ohne Illusionen. Die Bedeutung des Begriffs schalom als Grundlage für eine Theologie des Friedens. Theologischer Verlag, Zürich 1971.
- Altorientalische Welt in der alttestamentlichen Theologie. 6 Aufsätze. Theologischer Verlag, Zürich 1974.
- Die Steine und das Wort. Fug und Unfug biblischer Archäologie. Theologischer Verlag, Zürich 1975.
- Der sogenannte Jahwist. Beobachtungen und Fragen zur Pentateuchforschung. Theologischer Verlag, Zürich 1976.
- Kleine Bibelkunde. 12., neu bearbeitete Auflage der Kleinen Bibelkunde von Gotthard Schmid. Theologischer Verlag, Zürich 1981; 2. Auflage 1988.
- Umbau der Kirche. Die Revision der Zürcher Kirchengesetzgebung 1943–1967 aus der Sicht eines ihrer Väter: Gotthard Schmid, Dr. theol. h.c. (1909–1968) (= Neujahrsblatt der Gelehrten Gesellschaft in Zürich. Stück 151). Beer, Zürich 1988.

Als Herausgeber:
- Mythos und Rationalität (= Veröffentlichungen der Wissenschaftlichen Gesellschaft für Theologie. Bd. 5). Gütersloher Verlagshaus Mohn, Gütersloh 1988 (VI. Europäischer Theologenkongress 1987 in Wien).
- mit Joachim Mehlhausen: Sola scriptura. Das reformatorische Schriftprinzip in der säkularen Welt  (= Veröffentlichungen der Wissenschaftlichen Gesellschaft für Theologie. Bd. 6). Gütersloher Verlagshaus Mohn, Gütersloh 1991 (VII. Europäischer Theologenkongress 1990 in Dresden).